# Georg Kauzer
Johann Georg Kauzer (* 9. September 1807 in Neresheim; † 9. Juni 1875 in Mergentheim) war ein deutscher Pfarrer und Politiker.

## Leben
Kauzer war der Sohn des Söldners Franz Kauzer und katholischer Konfession. Er studierte von 1826 bis 1831 Katholische Theologie und Philosophie an der Universität Tübingen und wurde 1832 zum Priester geweiht. Von 1832 bis 1837 war er Vikar und von 1837 bis 1844 Stadtkaplan in Stuttgart. Zwischen 1844 und 1848 war er Stadtpfarrer und Dekan in Biberach, von 1848 bis 1875 war er Stadtpfarrer, zunächst in Lauchheim, von 1859 bis 1866 in Riedlingen und seit 1866 in Mergentheim. 1850 war er auch Herausgeber des katholischen Gesangbuchs der Diözese Rottenburg.
Vom 18. Mai 1848 bis zum 10. Oktober 1848 (sein Nachfolger wurde Joseph Huck) vertrat er den Wahlkreis 4. Jagstkreis (Ellwangen) in der Frankfurter Nationalversammlung. Er blieb fraktionslos und stimmte mit dem Linken Zentrum. Von Juni bis Oktober 1848 gehörte er dem Katholischen Club in Frankfurt am Main, im Oktober 1848 der Generalversammlung des Katholischen Vereins Deutschlands in Mainz und seit Oktober 1848 dem Katholischen Verein Deutschlands an.